# Jimbee Cartagena
Actualités
Dernière mise à jour : 14/09/2024.
Le Futsal Cartagena, connu pour des raisons de parrainage sous le nom de Jimbee Cartagena, est un club espagnol de futsal fondé en 1993 et situé à Carthagène.
Le club organise ses matchs à domicile dans le Palacio de Deportes de Cartagena d'une capacité de 5162 spectateurs.

## Histoire
Le Fútbol Sala Cartagena est fondé en 1993 sous le nom de Mínguez y Sáez Fútbol Sala. Le club naît de la fusion des plus importantes équipes de la ville et intègre la première division cinq saisons plus tard.
En 2018, proche de disparaître, l'équipe voit une entreprise investir largement dans le club et permet de recruter l'international brésilien Bateria. 
Le 7 janvier 2024, le Jimbee Cartagena remporte la Supercoupe d'Espagne en battant le FC Barcelone 2-1. Au terme de la saison 2023-2024, le club remporte pour la première fois de son histoire, le Championnat d'Espagne en battant en finale le ElPozo Murcie.

## Palmarès
Le Jimbee Cartagena est finaliste de la Copa del Rey lors des saisons 2022-23 et 2023-24, champion de la Copa Presidente FFRM en 2022-23 et 2023-24, champion de la Supercopa de España puis champion de la Primera División en 2023-24.
| Compétitions internationales | Championnats nationaux                                                                               | Coupes nationales                             |
| ---------------------------- | --- | --------------------------------------------- |
| - Néant                      | - Championnat d'Espagne (1) - Champion : 2023-24 - Championnat d'Espagne D2 (1) - Champion : 1997-98 | - Supercoupe d'Espagne (1) - Vainqueur : 2023 |

## Personnalités
En 2002, le brésilien Manoel Tobias quitte pour la première son pays pour intégrer le FS Cartagena. Alors double meilleur joueur du monde en titre aux Prix FutsalPlanet, il en remporte un troisième consécutif une fois sous les couleurs du club espagnol, pour qui il joue cinq saisons et marque les supporters murcians.
En 2018, proche de disparaître, l'équipe voit une entreprise investir largement dans le club et permette de recruter l'international brésilien Bateria. Le club de milieu de tableau lui propose un contrat de deux ans qu’il accepte et revient en Liga. Pour sa première saison et à l’âge de 27 ans, Bateria signe son retour au haut-niveau avec 26 buts en 32 rencontres.
Pour la saison 2024-2025, l'un de meilleurs joueurs français Souheil Mouhoudine rejoint le Jimbee.